# Elektroakustische Anlage

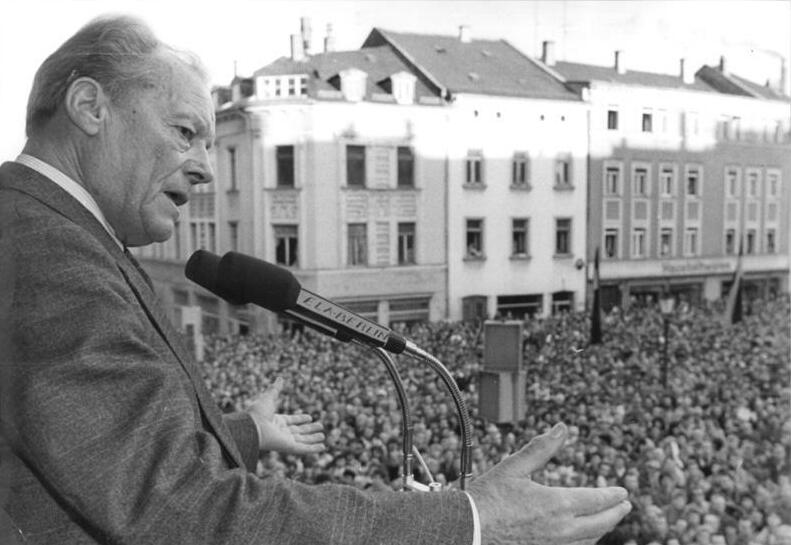
Willy Brandt 1990 in der DDR mit zwei Sennheiser MD 441-Mikrofonen, darauf zu lesen: „ELA Berlin“

Eine elektroakustische Anlage (ELA), auch elektrische Lautsprecheranlage, elektroakustische Übertragungsanlage, elektroakustische Alarmierungsanlage, umgangssprachlich auch als Durchsageanlage bezeichnet, ist eine Beschallungsanlage und dient im Wesentlichen der Informationsweitergabe, vor allem der Sprache. Die zur Anwendung kommenden Systeme sind daher auf Verständlichkeit und Reichweite optimiert und weniger auf Authentizität im Klang, wie es bei PA-Anlagen der Fall ist, die im Unterschied zu elektroakustischen Anlagen vor allem bei Live- und Konzertbeschallung eingesetzt werden. Moderne ELA kommen aber hinsichtlich der Klangqualität durchaus in den Bereich von PA-Anlagen.

## Anwendungsbereiche und Eigenschaften
Elektroakustische Anlagen finden ihre Anwendung in Flughäfen, Bahnhöfen, öffentlichen Gebäuden, Kaufhäusern und Sportstätten. In der Vergangenheit sind elektroakustische Anlagen in sogenannten Ortsrufanlagen verbreitet eingesetzt gewesen. 
In der DDR war es bis zum Ende der 1980er Jahre üblich, auch Betriebe und andere nichtöffentliche Einrichtungen mit hoher Beschäftigtenzahl mit ELA auszurüsten. Die Anlagen wurden als Betriebsfunk bezeichnet und dürfen nicht mit dem Betriebsfunk im heutigen Sinne verwechselt werden.
Das Anwendungsspektrum einer ELA reicht von Hintergrundmusik über Pausengong bis zur Benachrichtigung bei Störungen und Notfällen.
Bei Einsatz als Elektroakustische Notfallwarnsysteme (ENS) oder Sprachalarmanlagen (SAA) sind diese Anlagen besonders ausfallsicher aufgebaut. Es können zu diesem Zweck redundante Verstärker, sogenannte Havarieverstärker, eingebaut sein, die bei Ausfall eines regulären Verstärkers mithilfe einer Pilottonüberwachung automatisch an dessen Stelle eingeschleift werden. Ferner ist die Anlage, sofern sie bei Stromausfall betriebsfähig sein muss, mit einer Notstromversorgung oder unterbrechungsfreien Stromversorgung (USV) ausgestattet. Zur weiteren Erhöhung der Betriebssicherheit können für die einzelnen Lautsprecherkreise Impedanzüberwachungen eingesetzt werden, die eine Änderung des Wechselstromwiderstands signalisieren können, wie sie bei Abklemmen von Lautsprechern oder Kabelbeschädigung auftritt.
In der Praxis werden meistens mehrere Lautsprecherkreise eingerichtet. Einerseits ermöglicht dies gezielte Durchsagen in bestimmte Gebäudeteile, beispielsweise an Bahnhöfen für die einzelnen Bahnsteige; andererseits ist das eine Voraussetzung, um die benötigte Gesamtausgangsleistung der Anlage auf mehrere, dann kleiner dimensionierte Verstärker aufteilen zu können, was wiederum der Betriebssicherheit der Anlage zugutekommt.
Die Bedienung von ELA-Anlagen kann im Unterschied zu PA-Anlagen meist von Laien ohne technisches Hintergrundwissen geschehen. Die Geräte zur Durchsage und beispielsweise Musikeinspielung haben nur wenige Einstellmöglichkeiten wie die von Lautstärke und Ein/Aus. Weitergehende Bedienungselemente, für die Sachverstand notwendig ist, sind hinter einer Klappe verborgen oder auch in abschließbaren Schränken oder Räumen untergebracht.

## Funktionsweise
Elektroakustische Anlagen haben immer nur einen Tonkanal, sie arbeiten also in Mono. Die von einer oder mehreren Sprechstellen oder anderen Tonquellen stammenden Tonsignale liegen in der Regel mit einem absoluten Pegel von 0 dBu (Bezugsgröße: 1 mW an 600 {\displaystyle \Omega } bzw. U0 = 0,7746 Volt) in symmetrischer Form an den Eingängen der ELA an.
Ferner können Steuereingänge für Signalisierung (z. B. Pausengong) und Alarmierung (z. B. Feueralarm) vorhanden sein. Die Tonsignale hierfür werden von entsprechenden Baugruppen innerhalb der ELA generiert und analog den Sprach- und gegebenenfalls Musiksignalen über eine Schaltvorrichtung den Endverstärkern zugeführt.
Moderne ELA übertragen das Audiosignal digital über Kommunikationsnetze (LAN, WAN, …), wobei die Sprache direkt an der Sprechstelle digitalisiert wird und erst vor dem Verstärker wieder in analoge Signale umgewandelt wird. Dazwischen können die Daten zum Beispiel zur Reduzierung von Rückkopplungsneigung digital bearbeitet werden.
Als Bauform kommt meist eine Strahlerzeile als Lautsprechergehäuse zum Einsatz (Tonsäule).

### 100-Volt-Technik
Die Ausgänge sind in sogenannter 100-Volt-Technik ausgeführt. Dabei wird die Ausgangsspannung des Verstärkers mittels eines Transformators auf bis zu 100 Volt bei maximaler Leistung hochgespannt, um sie über relativ dünne Leitungen und große Entfernungen ohne nennenswerten Verlust übertragen zu können. Vorteilhaft ist dabei auch, dass man sehr viele Lautsprecher einfach parallel an einen Verstärkerausgang gruppieren kann. Jeder einzelne Lautsprecher verfügt über einen Übertrager (Transformator), der die 100 Volt wieder auf die Spannung für niederohmige Systeme heruntertransformiert. So braucht man in einem System nur die jeweiligen Entnahmeleistungen der einzelnen Lautsprecher zu addieren. Beispielsweise können an einem Verstärker mit 120 Watt Ausgangsleistung 20 Lautsprecher zu 6 Watt (20 × 6 = 120) oder 20 Lautsprecher zu 3 Watt und 6 Lautsprecher zu 10 Watt angeschlossen werden (20 × 3 + 6 × 10 = 120). Als Kabel werden einfache geschirmte Drahtleitungen vom Typ J-Y(St)Y 2×0,8 verwendet.

## Betriebsfunk in der DDR
Bis zum Ende der DDR war es üblich, Betriebe und andere Einrichtungen mit größeren Beschäftigtenzahlen mit sogenanntem Betriebsfunk auszurüsten. Dessen Funktionsweise entsprach im Wesentlichen der von auch heute noch gebräuchlichen ELA und basierte i. d. R. auch auf der 100-Volt-Technik. Insofern ist die Bezeichnung Betriebsfunk etwas irreführend, denn die Übertragung erfolgte kabelgebunden und nicht per Funk. Die  Bezeichnung leitet sich eher aus einem für den Betrieb gedachten Rundfunkprogramm ab.
Der Betriebsfunk gestattete meist zwei Betriebsarten: Wahl- und Pflichtprogramm. Der Empfang des Wahlprogramms konnte durch den Nutzer beeinflusst werden, der des Pflichtprogramms nicht.
Das Wahlprogramm diente i. d. R. der Unterhaltung und allgemeinen Information der Beschäftigten. Dazu wurden häufig Sendungen des öffentlichen Rundfunks in den Betriebsfunk eingespeist. In größeren Betrieben gab es aber auch eigene Tonstudios mit professioneller Studiotechnik und z. T. neben- oder hauptamtlichen Redakteuren, die die Sendungen des Betriebsfunkes gestalteten und sich vorrangig innerbetrieblichen Themen widmeten. So ergänzte der Betriebsfunk häufig die Informations- und Servicefunktionen der Betriebszeitungen. Meist fand ein Mischbetrieb statt, sodass der Betriebsfunk im Großteil der Zeit ein öffentliches Rundfunkprogramm übertrug und nur zu bestimmten Zeiten, z. B. in den Pausen, eigene Beiträge sendete.
Das Pflichtprogramm bestand i. d. R. nur aus Durchsagen, die allen Mitarbeitern zugänglich sein sollten, so z. B. Rundrufe, Warnmeldungen und Notfalldurchsagen. Sein Empfang konnte von den Nutzern nicht beeinflusst werden. Dabei bezieht sich das Wort auf die sogenannte Pflichtschaltung innerhalb der ELA und nicht auf eine etwaige Pflicht der Mitarbeiter, sich das Programm anzuhören. Während ein Pflichtprogramm übertragen wurde, wurde das Wahlprogramm automatisch stummgeschaltet.
Für den Empfang des Betriebsfunkes waren Büros, Pausenräume, Flure und Werkhallen mit Lautsprechern ausgestattet. In manchen Betrieben waren auch in den Außenanlagen Lautsprecher aufgestellt. Die Lautsprecher in Büros, Pausen- und anderen kleineren Räumen verfügten über einen Lautstärkeregler, mit dessen Hilfe die Lautstärke des Wahlprogramms geregelt bzw. das Wahlprogramm auch abgestellt werden konnte. Auf die Lautstärke des Pflichtprogramms hatte der Regler keinen Einfluss. Lautsprecher, bei denen der Empfang des Wahlprogramms nicht sinnvoll war (z. B. in Räumen mit ungünstigen akustischen Verhältnissen, Werkhallen, Außenanlagen), waren häufig nur für den Empfang des Pflichtprogramms ausgelegt und waren daher die meiste Zeit außer Betrieb.
Zur Übertragung der Programme des Betriebsfunks wurden i. d. R. drei- oder mehradrige Kabel verwendet. Dabei diente je eine Ader für die Zuleitung des Wahl- und des Pflichtprogrammes und eine Ader als gemeinsame Rückleitung. In den Lautsprechern war dann eine Programmader über die Lautstärkeregler und eine Ader direkt an den Übertrager angeschlossen.
Als Verstärker kamen oft spezielle Betriebsfunkverstärker in 100-Volt-Technik zum Einsatz. Dabei wurden in größeren Betrieben oft weiter abgesetzte Unterverstärker betrieben, um Leitungskapazitäten zu sparen. Diese Verstärker erhielten das Programm über eine 100-Volt-Leitung – waren also quasi wie ein Lautsprecher an einen anderen Verstärker angeschlossen. Über ein Fernschaltkriterium konnte eine Umschaltung der Verstärkerausgänge bewirkt werden. Auf diese Weise wurde die Unterscheidung zwischen Wahl- und Pflichtprogrammen realisiert.